# Cant de la Senyera
Le Cant de la Senyera (en français : « Chant de la Senyera » ou Chant du Drapeau ) est une œuvre pour chœur mixte sur une musique du maître Lluís Millet, et un poème de Joan Maragall, composée spécialement pour servir d'hymne à l'Orfeó Català. 

## Histoire
Chanté pour la première fois à Montserrat en 1896 lors de la cérémonie de la bénédiction de la senyera (drapeau de la Catalogne), il est interdit par le régime franquiste entre 1939 et 1960.
Il est utilisé de facto comme hymne national à l'égal du chant Els Segadors jusqu'à ce que ce dernier reçoive officiellement son statut d'hymne national en 1993.
Le 19 mai 1960, l'interprétation du Cant de la Senyera (alors qu'il avait été interdit) par le public au palais de la musique catalane en présence de plusieurs ministres franquistes est l'élément central des événements du Palais de la Musique qui se soldent par la condamnation à sept ans de prison du jeune militant nationaliste Jordi Pujol, qui sera président de la Généralité de Catalogne entre 1980 et 2003.

## Paroles
| Tornada : Al damunt dels nostres cants aixequem una Senyera que ens farà més triomfants. Au, companys, enarborem-la en senyal de germandat! Au, germans, al vent desfem-la en senyal de llibertat. Que voleï! Contemplem-la en sa dolça majestat! Tornada Oh bandera catalana!, nostre cor t'és ben fidel: volaràs com au galana pel damunt del nostre anhel: per mirar-te sobirana alçarem els ulls al cel. Tornada I et durem arreu enlaire, et durem, i tu ens duràs: voleiant al grat de l'aire, el camí assenyalaràs. Dóna veu al teu cantaire, llum als ulls i força al braç. Tornada | Refrain : Au-dessus de nos chants nous dressons un drapeau qui nous rendra plus triomphants. Venez, compagnons, arborons-le en signal de fraternité! Venez, frères, au vent déployons-le en signal de liberté. Qu'il flotte! Contemplons-le dans sa douce majesté! Refrain Oh drapeau catalan!, nôtre cœur t'est bien fidèle : tu voleras comme un oiseau brillant par-dessus nos aspirations : pour te voir souverain nous lèverons les yeux au ciel. Refrain Et nous te dresserons partout, nous te lèverons, et toi tu nous soulèveras : ondoyant à la volonté de l'air, tu nous montreras le chemin. Donne voix à ton chanteur, lumière aux yeux et force au bras. Refrain |